# 青岛幸男
青岛幸男（日语：／ Aoshima Yukio，1932年7月17日—2006年12月20日）是日本一位藝人出身的政治人物，曾任日本参议院议员及東京都知事。

## 生平
青岛幸男生于1932年，东京人。早稻田大学第一商学部毕业后，从事电视剧本和小说创作，并当过电影导演、电视剧演员、作曲家。1968年以来三次当选参议员。曾任参议院递信委员会、参议院预算委员会委员、第二院俱乐部国会对策委员会委员长。他写的小说《人間萬事塞翁之丙午》，1981年获第八十五届直木奖。小说作品还有《极乐蜻蜓》、《心术不良的议员日记》等。
1968-1995年任參議院議員。1979-2001年擔任日本電視台長壽節目《超級變變變》御用評審長，1995-1999年任東京都知事。2001年回歸第二院俱樂部代表。2006年12月20日早上9點31分因骨髓增生異常綜合症逝世，享年74歲。
其子青島利幸為放送作家暨作詞家，2017年11月2日因肺癌逝世，享年56歲。

## 具有相似背景的人物
- 東國原英夫：先後畢業於專修大學及早稻田大學（自早稻田大學畢業後曾返回早稻田大學就讀政治學科，但中途退學），也是藝人出身的政治人物，曾任宮崎縣知事。